# Ipothalia micaria
Ipothalia micaria là một loài bọ cánh cứng trong họ Cerambycidae.